# Château de Verneuil-sur-Avre
Le château de Verneuil-sur-Avre est un ancien château fort, du XIIe siècle, aujourd'hui ruiné, dont il ne subsiste que le donjon de Philippe Auguste, la « tour Grise », qui se dresse sur l'ancienne commune française de Verneuil-sur-Avre au sein de la commune nouvelle de Verneuil d'Avre et d'Iton dans le département de l'Eure, en région Normandie.
La tour Grise est classée au titre des monuments historiques.

## Localisation
La tour Grise, unique vestige du château, est située à l'extrémité de la ville, au pied de l'Avre en rive gauche, à 300 mètres au sud de l'église de la Madeleine de Verneuil-sur-Avre, dans le département français de l'Eure.

## Historique
La forteresse de Verneuil est construite vers 1120 par le duc de Normandie et roi d'Angleterre Henri Ier Beauclerc aux frontières du duché de Normandie qui fait de Verneuil l'une des places fortes les plus importantes du duché de Normandie. La ville nouvelle est immédiatement ceinte de remparts et de fossés.
En 1135, la place forte épouse le parti d'Étienne de Blois contre Geoffroy Plantagenêt et le pays aux alentours est ravagé. En 1152, puis en 1153, le roi des Francs Louis VII brûle les faubourgs de la ville.
En 1169, Henri II Plantagenêt fortifie la frontière sud de la Normandie, l'une des plus menacées : sur les bords de l'Avre, il bâtit des forts à Verneuil, Courteilles, Tillières, Nonancourt.
En 1173, Louis VII est à nouveau devant Verneuil, qu'il parvient à prendre après un mois de siège et l'incendie avant de se retirer devant les troupes d'Henri II Plantagenêt.
En mars 1194, Richard Cœur de Lion, après avoir été retenu longtemps en captivité par l'empereur du Saint-Empire germanique Henri VI, arrive à Londres et gagne en mai 1194 la Normandie décidé à reconquérir ses terres, alors que Philippe Auguste assiège Verneuil. Ce dernier est contraint, à la fin du mois de mai 1194, de lever le siège. Richard Cœur de Lion entre le 30 mai triomphalement dans la ville, dont il relève les remparts.
Philippe s'emparera de la place dix ans plus tard, lors de la conquête de la Normandie, avant d'aller assiéger Château-Gaillard. Verneuil ne se soumettra qu'après que Rouen, la capitale du duché, ai fait sa reddition.
Après l'annexion de la Normandie et son rattachement au domaine royal, en 1204, Philippe Auguste fait construire un second donjon, la « tour Grise » afin de surveiller la ville et accorde néanmoins des libertés municipales.
En 1336, Philippe VI de Valois donne Verneuil à son frère Charles II, comte d'Alençon. En 1356, Henri de Grosmont, duc de Lancastre avec Philippe de Navarre s'emparent de la ville qu'ils pillent après s'en être emparés et de faire retraite vers le Cotentin.
En 1417, la place se rend à Henri V d'Angleterre, qui par le traité de Troyes signé en 1420 devient l'héritier du royaume de France, dont Jean de Lancastre, duc de Bedford, entame la conquête. En 1424, les capitaines français parviennent à enlever par ruse la ville. Bedfort accourt d'Évreux et le 17 août 1424 il livre bataille au nord-est de la ville, dans la plaine de Saint-Denis et remporte la victoire. En 1429, Charles de Bourbon, réussit à réoccuper la ville quelques jours.
En 1449, le gouverneur anglais de la ville, François de Surienne dit l'Aragonais, s'empare de Fougères donnant l'occasion à Charles VII de reprendre la reconquête de la Normandie. Par ruse, le 20 juillet 1449, Pierre de Brézé avec deux archers et l'aide du meunier Bertin investissent la ville. Les Anglais se réfugient dans le château et les français, après avoir vidé l'eau des douves, le prennent d'assaut. Le 23 août 1449 les derniers défenseurs anglais, enfermés dans la tour Grise se rendent et le 27 août 1449 Charles VII fait son entrée dans la ville.
En 1584, la ville est du côté des ligueurs et Henri IV la reprend l'année suivante avant de la perdre aussitôt, reprise encore une fois par ruse, par le baron Pierre Rouxel de Médavy. En 1594, ce dernier fait sa soumission au roi et reste capitaine de la ville.

## Description
Le donjon philippien, la « tour Grise » (XIIIe siècle), grosse tour de plan courbe, se dresse sur l'enceinte qu'elle renforce,. Bâti en poudingue ferrugineux, elle est conservée sur une hauteur de 35 mètres et a des murs de 4 mètres d'épaisseur. Au XIXe siècle, on a refait son couronnement. Séparée de l'enceinte, comme le château, elle était protégée par un ouvrage avancé, la Fauconnerie. La tour est percée de deux portes, une tournée vers la ville, l'autre vers les remparts. Initialement voûtée, elle a vu ses étages et son sommet modifiés au XIXe siècle. Les chroniqueurs disaient de la tour « estoit moult forte et imprenable, tant qu'il y eust à mangier dedans […] » et a servi fréquemment de dernier refuge aux défenseurs de la ville.
Du château proprement dit, bordé par l'Avre et la route de La Ferté-Vidame, il ne subsiste aucun vestige en élévation.
Le fossé qui baignait les fortifications est conservé en bonne partie et, au nord et à l'est, il est encore empli des eaux de l'Iton. Il subsiste quelques-unes des tours de flanquements du rempart, notamment la tour Saint-André, de plan carré. La porte principale de la ville, la porte de Tillières, ouvrant sur la route de Paris, a disparu mais on peut encore voir, défendue par une tour, une des entrées secondaires, située dans l'angle sud-est des remparts, dans l'enclos du couvent des bénédictines.

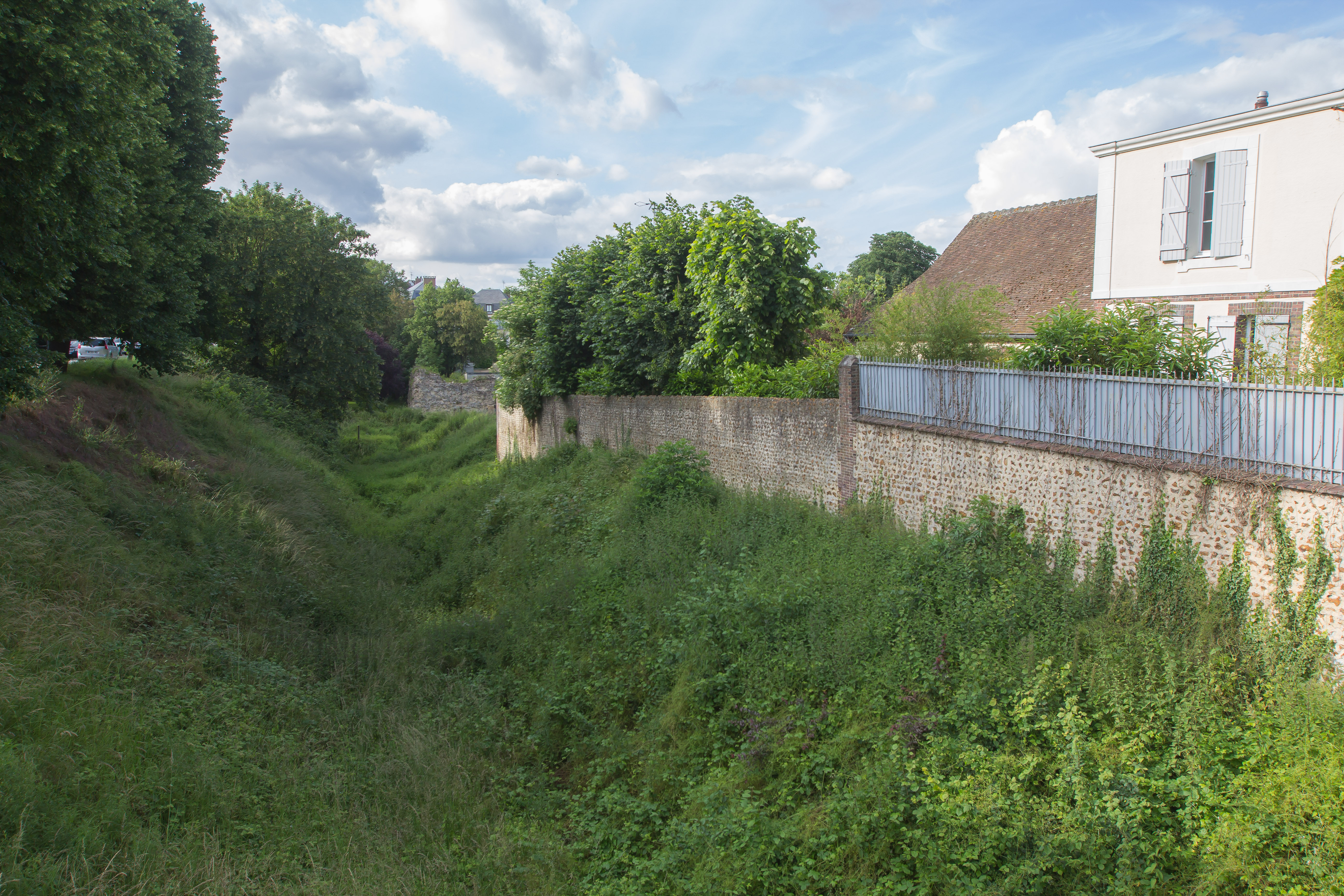
Les fossés de la Porte de Mortagne : ancienne défense du château devenue « la Gueule d'enfer », lieu de promenade.
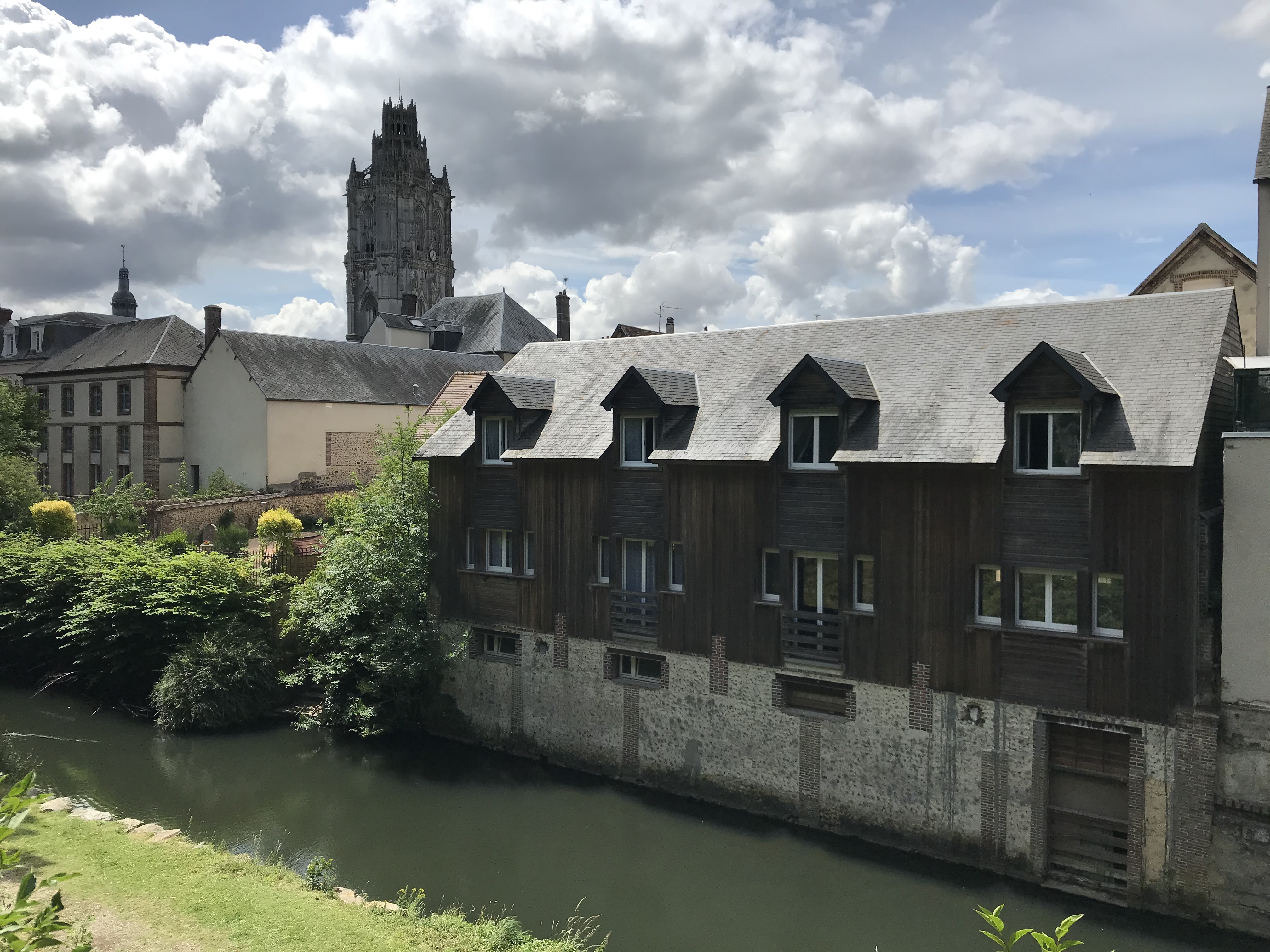
« Les promenades » au long des anciens fossés.
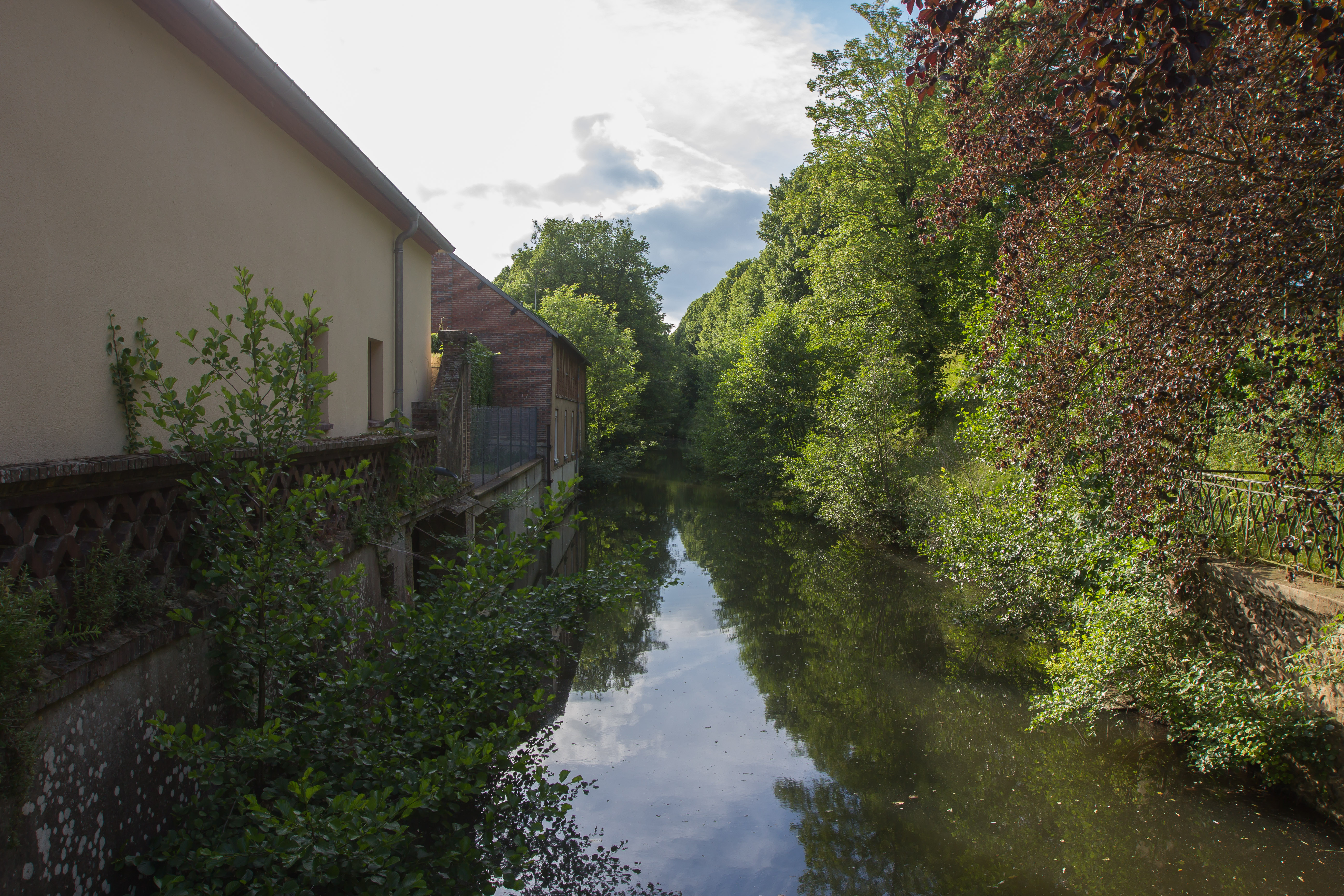
Fossés de la fausse porte de Verneuil-sur-Avre : un leurre défensif devenu « Les promenades ».

## Protection
La tour Grise en totalité, ainsi que les sols correspondant à l'emprise de ses anciens fossés, compris dans un espace déterminé par une distance de 7,70 m à partir des murs de l'édifice, tels que délimités sur le plan annexé à l'arrêté fait l'objet d'un classement au titre des monuments historiques par arrêté du 15 février 2016.